# Kanton Rixheim
Rixheim is een kanton van het Franse departement Haut-Rhin. Het kanton maakt deel uit van het arrondissement Mulhouse.
Het kanton werd op 22 maart 2015 gevormd uit de gemeenten Habsheim, Riedisheim en Rixheim van het op die dag opgeheven kanton Habsheim en 
Baldersheim, Bantzenheim,  Battenheim, Chalampé, Hombourg, Niffer, Ottmarsheim, Petit-Landau en Sausheim van het op die dag eveneens opgeheven kanton Illzach.

## Gemeenten
Het kanton Rixheim omvat de volgende gemeenten:
- Baldersheim
- Bantzenheim
- Battenheim
- Chalampé
- Habsheim
- Hombourg
- Niffer
- Ottmarsheim
- Petit-Landau
- Riedisheim
- Rixheim
- Sausheim